# Une Femme lisant
Une Femme lisant est une peinture à l'huile réalisée en 1869 par l'artiste français Jean-Baptiste-Camille Corot. La toile est maintenant conservée au Metropolitan Museum of Art de New York. 

## Description
Le tableau représente une femme lisant dans un paysage, avec, au loin, un homme dans un bateau. Corot, dont la réputation a été faite en tant que peintre paysagiste, a peint de nombreuses images de femmes solitaires et pensives dans ses dernières années. Une Femme lisant, présentée au Salon de 1869, est la seule d'entre elles qu'il a exposée de son vivant . 